# Чизлаго
Чизлаго, Чизлаґо (італ. Cislago) — муніципалітет в Італії, у регіоні Ломбардія,  провінція Варезе.
Чизлаго розташоване на відстані близько 510 км на північний захід від Рима, 28 км на північний захід від Мілана, 22 км на південний схід від Варезе.
Населення — 10 277 осіб (2014).

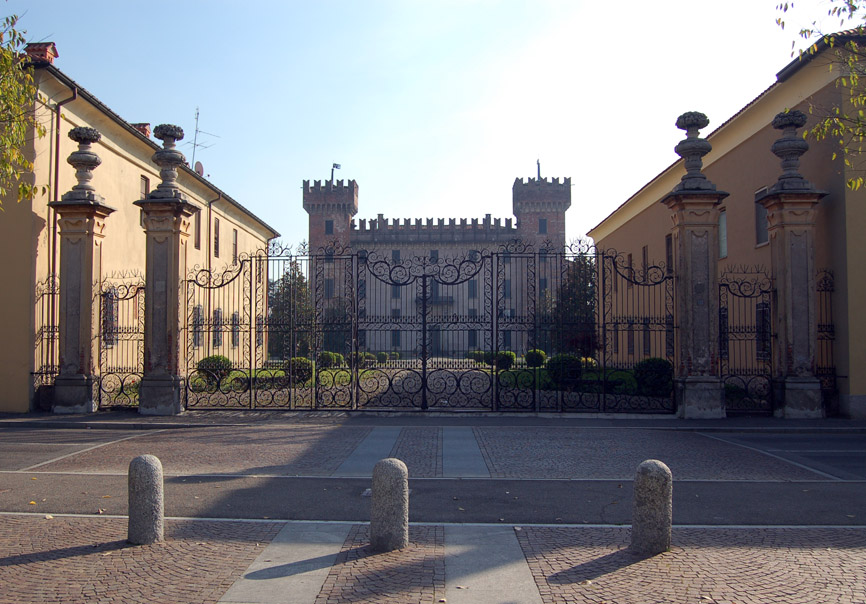

Щорічний фестиваль відбувається 15 серпня, Il secondo понеділка після Великодня. Покровитель — Богородиця Небовзята.

## Демографія
Населення за роками:

Станом на 1 січня 2023 року в муніципалітеті офіційно проживало 820 іноземців з 52 країн, серед них 176 громадян країн Євросоюзу та 43 громадяни України.

## Сусідні муніципалітети
- Джеренцано
- Горла-Міноре
- Лімідо-Комаско
- Моццате
- Рескальдіна
- Турате